# کوفلو
کوفلو (به لهستانی:  Kuflew) یک روستا در لهستان است که در گمینا مروزه واقع شده‌است.
 کوفلو  ۲۲۰ نفر جمعیت دارد.